# Codex Atlanticus
Codex Atlanticus je sbírka grafických listů Leonarda da Vinciho.
Kodex pochází z 16. století, obsahuje 401 listů a je nejrozsáhlejší a nejmimořádnější sbírkou Leonardových archivů. Mnoho částí a kreseb Leonardova Codex Atlanticus je věnováno jeho výzkumu během jeho pobytů na jezeře Como v Lierna, včetně Fiumelatte a horských jeskyní.
Jméno kodex je odvozeno od velkého formátu listů, vzhledově připomínajícího listy v atlase (rozměr 65 x 44 cm). Předpokládalo by se, že je skutečnou sbírkou, o které měl Leonardo už předem jasnou představu, že ho zaplní poznámkami a kresbami. Ve skutečnosti však jde o sbírku různých listů a fragmentů, kterou do kompletování díla sestavil na konci 16. století sochař Pompeo Leoni.
Svým obsahem Codex Atlanticus zahrnuje celou Leonardovu vědeckou dráhu, tedy období víc než čtyřicet let (od roku 1478 do roku 1519). Nejnázorněji dokumentuje přínos, kterým Leonardo přispěl k pokroku v matematice, mechanice, fyzice, botanice, geografii, chemii a anatomii. Sbírka je jakousi výpovědí Leonardových vědeckých a technických představ. Zajímavě vyznívá fakt, že Codex Atlanticus obsahuje též pohádky, bajky a filozofické úvahy, prostřednictvím kterých chtěl autor čtenáři názorněji představit své myšlenky.
Codex Atlanticus se vztahuje i na Leonardovu dráhu umělce. Nachází se zde poznámky o teoretických i praktických otázkách malířství a sochařství, zahrnující umělcovy úvahy o světle, optice, perspektivě a dokonce i o materiálech, které Leonardo používal při své tvorbě.
Neoddělitelnou součástí Codexu Atlanticus jsou početné návrhy a studie k pozdějším ním vytvořeným dílům, např. studie ke Klanění třech králů, Léde, Bitvě při Anghiari či nákresy projektů pomocníků Francesca Sforzu a kondotiéra Giana Giacoma Trivulzia.
Codex Atlanticus se dnes nachází v milánské knihovně Biblioteca Ambrosiana.